# Grant County, South Dakota
Grant County är ett administrativt område i delstaten South Dakota, USA, med 7 356 invånare. Den administrativa huvudorten (county seat) är Milbank.

## Geografi
Enligt United States Census Bureau har countyt en total area på 1 782 km². 1 768 km² av den arean är land och 14 km² är vatten.

### Angränsande countyn
- Roberts County, South Dakota - nord
- Big Stone County, Minnesota - nordost
- Lac qui Parle County, Minnesota - öst
- Deuel County, South Dakota - syd
- Codington County, South Dakota - sydväst
- Day County, South Dakota - väst